# Die Abenteuer des Huckleberry Finn (1939)
Die Abenteuer des Huckleberry Finn ist eine US-amerikanische Literaturverfilmung von Richard Thorpe aus dem Jahre 1939. Sie entstand nach dem gleichnamigen Roman von Mark Twain. In der Titelrolle des Films spielt Mickey Rooney.

## Handlung
Mitte des 19. Jahrhunderts am Mississippi River: Huckleberry Finn lebt im Haus der freundlichen Witwe Douglas und ihrer Schwester, der sittenstrengen Miss Watson, da seine Mutter gestorben und sein Vater 'Pap' ein raufwütiger Trunkenbold ist. Huck schätzt die Witwe Douglas eigentlich sehr, aber nicht ihre ständigen Versuche, ihn zu einem Gentleman zu erziehen. Stattdessen schwänzt er lieber die Schule und zieht barfuß durch die Gegend. Eines Tages wird Huck von seinem Vater entführt, der ihn in eine Hütte auf der anderen Seite des Flusses sperrt und ihn dann verlässt. Huck kann sich aus der Hütte befreien und lässt es so aussehen, als ob er ermordet und in den Fluss geworfen wäre, damit sein Vater ihm nicht weiter folgt.
Huck trifft zufällig auf Jim, den entflohenen Sklaven von Witwe Douglas, und beide reisen gemeinsam weiter. Jim will in die Nordstaaten reisen, wo er frei wäre und wo sich bereits seine Frau aufhält. Bald schon wird Jim jedoch von den Autoritäten gejagt, da er wegen seiner Flucht und des gleichzeitigen Verschwindens von Huck für dessen Mörder gehalten wird.  Huck und Jim begegnen bald dem „Herzog“ und „König“, zwei Trickbetrügern, die sich ihnen anschließen. Um Geld zu verdienen, führt die Gruppe in einer Kleinstadt Romeo und Julia mit dem König als Romeo und Huck als Julia auf. Wegen der missratenen Vorstellung werden sie allerdings bald aus der Stadt gejagt. In einer anderen Stadt geben sich der König und der Herzog als lange verschollene Brüder eines verstorbenen Mannes aus, um sich dessen Erbe zu erschleichen. Da Huck Mitleid mit Mary Jane und Susan, den Töchtern des verstorbenen Mannes, hat, berichtet dem Kapitän Brady von dem Betrugsversuch. Die Pläne des Herzogs und des Königs können so vereitelt werden.
Als eine Schlange Huck beißt und dieser bewusstlos wird, trägt Jim ihn in die Stadt, wird dabei allerdings selbst verhaftet. Als Huck einige Tage später wieder erwacht, erfährt er von Kapitän Brady, dass Jim in seine Heimatstadt geschickt wurde, wo der Prozess wegen Mordes gegen ihn verhandelt wird. Gemeinsam mit dem Kapitän fährt Huck mit dem Schiff in seine Heimatstadt zurück, wo er gerade noch verhindern kann, dass Jim gelyncht wird. Huck kehrt zu der Witwe Douglas zurück, die Jim freilässt, sodass er zu seiner Frau in die Nordstaaten ziehen kann.

## Hintergrund
Metro-Goldwyn-Mayer erwarb die Filmrechte zu Mark Twains Literaturklassiker Die Abenteuer des Huckleberry Finn im Jahr 1933 von Paramount Pictures. Bei Paramount war 1931 die bisher letzte Verfilmung von Huckleberry Finn gedreht worden, bei der Norman Taurog Regie geführt hatte. Hugo Butler verfasste das Drehbuch zum Film, welches allgemein als wenig werkgetreu gilt und beispielsweise auch die Figur des Tom Sawyer komplett auslässt. Die Kritik am Rassismus und der Sklaverei in den Südstaaten fällt im Vergleich zu Twains Roman eher lasch aus, da man die Theaterbesitzer und Kinozuschauer in den Südstaaten der 1930er-Jahre nicht verärgern wollte. Dennoch sei das Verhältnis zwischen Jim und Huck auch im Film zentral für die Handlung.
Die Hauptrolle übernahm Mickey Rooney, der in den Jahren zuvor durch die Andy-Hardy-Filmreihe sowie seine Rolle in Teufelskerle zu einem großen Filmstar geworden war. Für viele Amerikaner und MGM-Studioboss Louis B. Mayer galt Rooney als die Verkörperung von jugendlicher Frechheit. Als Regisseur wurde Richard Thorpe verpflichtet, der gerade von seiner Tätigkeit als Regisseur des späteren Filmklassikers Der Zauberer von Oz gefeuert worden war. Für das Szenenbild waren Cedric Gibbons und Edwin B. Willis zuständig, die Kostüme kamen von Arlington Valles, Douglas Shearer war für den Ton verantwortlich und Charles Dorian sowie Tom Andre fungierten als Regieassistenten.
An den US-amerikanischen Kinokassen entwickelte sich der Film im Jahr 1939 zu einem Erfolg. In den deutschen Kinos lief der Film nie, seine  Erstausstrahlung im Fernsehen hatte Die Abenteuer des Huckleberry Finn am 18. Februar 1991 in der ARD.

## Kritiken
Die meisten Kritiken waren gemischt, zwar wurde Thorpes Film überwiegend gute Unterhaltung bescheinigt, jedoch zugleich mangelnde Werktreue vorgeworfen. Das Lexikon des internationalen Films zeigte sich positiv: „Gut inszenierte, bis heute wohl gelungenste Verfilmung des Schelmenromans von Mark Twain, die in erster Linie vom Spielwitz des jungen Mickey Rooney lebt.“ Der Filmhistoriker Leonard Maltin bewertete den Film mit drei von vier Sternen. Er hob die Schauspielleistungen von Mickey Rooney und Rex Ingram hervor, auch Connolly und Frawley seien amüsant als Betrüger.